# Бруктеры

Ареал расселения бруктеров (bructeres) в I в. н. э. (красный цвет)

Бруктеры (лат. Boroctra/Bructeri; греч. Βρούκτεροι/Βουσάκτεροι; нем. Botheresgau/Botheresge) — древнегерманское племя, жившее между рекой Липпе и верхней частью бассейна реки Эмс, на территории современной немецкой земли Северный Рейн-Вестфалия. Происхождение названия бруктеров спорно. Существует гипотеза, что оно происходит от слова Brook=Bruch, болото (ср. соврем. англ. brook — «родник»).

## История
Бруктеры становятся известными около 12 г. до н.э. Ареал расселения бруктеров располагался непосредственно к югу от земель хавков и хамавов, с которыми бруктеры вступили в союз, позволивший ряду прирейнских германских племен одержать победу над римлянами в Тевтобургском лесу в 9 г. н.э. Не менее успешным для бруктеров было и Батавское восстание 68-69 гг. н.э. Позже бруктеры вошли в состав союза рипуарских франков, и, по-видимому, растворились в их среде, постепенно мигрируя на юг от реки Липпе. Самым известным полулегендарным персонажем бруктеров была их мудрая предводительница Веледа, возглавившая их отряды в ходе Батавского восстания и почитаемая бруктерами как богиня.